# Cayaponia attenuata
Cayaponia attenuata är en gurkväxtart som först beskrevs av William Jackson Hooker och Arn., och fick sitt nu gällande namn av Célestin Alfred Cogniaux. Cayaponia attenuata ingår i släktet Cayaponia och familjen gurkväxter. Inga underarter finns listade i Catalogue of Life.